# Acalypha deltoidea
Acalypha deltoidea är en törelväxtart som beskrevs av Robyns och André Gilles Célestin Lawalrée. Acalypha deltoidea ingår i släktet akalyfor, och familjen törelväxter. Inga underarter finns listade i Catalogue of Life.